# Deep Insight
I Deep Insight sono un gruppo rock finlandese. Si sono formati agli inizi del 2002 dagli amici d'infanzia Jukka Nikunen (voce) e Johannes Ylinen (chitarra). Più tardi Miska Holopainen (basso) e Joachim Kiviniemi (batteria) si aggiunsero alla formazione.

## Storia del gruppo
Nel 2003 incominciò il successo per i Deep Insight. Il gruppo registrò il loro album di debutto Ivory Tower ai Soundtrack Studios a Helsinki, Finlandia e Kaj fu sostituito da Miska al basso. L'album uscì nel maggio dello stesso anno e il gruppo iniziò il suo primo tour europeo in assoluto.
Il secondo album Red Lights, White Lines venne registrato e mixato nel giugno-luglio del 2004 ai Fascination Street Studio di Örebro, Svezia (Katatonia, Lambretta etc.) con i produttori Jens Borgen e Jonas Olsson.
Red Lights, White Lines venne pubblicato in Finlandia e Italia nel 2004 e più tardi in Germania, Svizzera, Austria, Portogallo e Giappone nel 2005. Per l'estate del 2005 le copie dell'album vennero esaurite, e venne quindi ristampato di nuovo nello stesso autunno con una nuova copertina.
Dalla sua nascita il gruppo ha suonato in oltre 300 spettacoli in circa 20 paesi. Il misto di rock americano, emo con influenze scandinave dei Deep Insight è stato accolto con grande entusiasmo tra il pubblico e la critica. Nell'estate del 2005 il singolo Hurricane Season ha raggiunto il primo posto nella Top Ten ufficiale della Finlandia ed è rimasto nella classifica per più di due mesi. Il singolo, come anche l'album Red Lights, White Lines è stato ben apprezzato da molte stazioni radio europee e MTV. Nell'ottobre 2005 i Deep Insight hanno fatto un tour in Europa con i The Rasmus. Fino ad ora la band ha raccolto numerosi fan in giro per l'Europa. Siti e forum dei fan sono stati creati in tutto il mondo.
La loro prima realizzazione, Julia (EP) era una registrazione a tema sulla vita e la morte di Julia, un personaggio creato da Jukka e Johannes. Questo gli guadagnò molte buone recensioni, molte delle quali elogiavano la canzone promettente del giovane gruppo e la voce di Jukka.
Il terzo album, One Minute Too Late, è stato pubblicato in Finlandia il 18 ottobre 2006. Il singolo di debutto, New Day, è stato pubblicato il 20 ottobre 2006, e nella sua seconda settimana è andato dritto alla numero uno sul yleX most wanted.

## Discografia

### Album in studio
- 2003 – Ivory Tower
- 2005 – Red Lights, White Lines
- 2006 – One Minute Too Late
- 2009 – Sucker for Love

### EP
- 2002 – Julia

### Singoli
- 2003 – Zebras on the Wall
- 2004 – Itch
- 2005 – Hurricane Season